# Любимівська волость
Люби́мівська во́лость — адміністративно-територіальна одиниця Новомосковського повіту Катеринославської губернії. 
На 1886 рік у складі було 7 поселень та 7 громад. Населення — 4098 осіб (2086 чоловічої статі і 2012 — жіночої), 675 дворових господарств. 
|                     | Площа, десятин | У тому числі орної, десятин |
| ------------------- | -------------- | --------------------------- |
| Сільських громад    | 2376           | 1579                        |
| Приватної власності | 16089          | 4031                        |
| Іншої власності     | 308            | 190                         |
| Загалом             | 18773          | 5800                        |

Найбільші поселення волості:
- Любимівка — слобода над річкою  Дніпро, 789 осіб, 1 православна церква.
- Чаплі — село над річкою Дніпро, 1521 особа.
- Воронівка  (Вороне) — село при річці Ворона, 569 осіб.
- Петрівка — село при річці Ворона, 602 особи.
- Татарка — село над річкою Татарка, 479 особи.